# I Was Warned
《I Was Warned》는 1992년 4월, 머큐리 레코드를 통해 발매된 미국의 블루스 기타리스트 겸 음악가 로버트 크레이의 여덟 번째 스튜디오 음반이다. 크레이의 이전 음반과 마찬가지로 멤피스 혼스와 함께 연주하는 그의 정규 백 밴드가 특징이다.

## 평가
| 전문가 평가                           | 전문가 평가 |
| 평가 점수                             | 평가 점수   |
| 출처                                  | 점수        |
| ------------------------------------- | ----------- |
| AllMusic                              | [ 1 ]       |
| Chicago Tribune                       | [ 2 ]       |
| Christgau's Consumer Guide            | A−          |
| DownBeat                              | [ 4 ]       |
| Entertainment Weekly                  | B+          |
| Los Angeles Times                     | [ 5 ]       |
| The Penguin Guide to Blues Recordings | [ 6 ]       |
| Q                                     | [ 4 ]       |
| Rolling Stone                         | [ 4 ]       |

올뮤직에서 대니얼 조프레는 이 음반에 대해 다음과 같이 썼다.
그 곡들은 어떤 종류의 흙도 전혀 없이, 듣는 사람을 그들이 해야 할 방향으로 차는 것을 막아줍니다. 물론, 크레이는 R. L. 번사이드나 심지어 버디 가이가 아니지만, 밴드의 공연, 편곡, 음색, 녹음에 조금 더 열심인 것은 그의 분명히 훌륭한 파이프라인의 감정적인 자극을 돕는 데에 큰 도움이 될 것입니다. 크레이는 또한 시종일관 부딪히거나 놓치는 글의 도움을 받지 않습니다. 그의 연주는 강력하고 독특하지만, 그의 강렬함과 집중력은 불행하게도 이 녹음의 다른 측면들과 비교되지 않습니다. "경고받았다"는 나쁜 크레이 음반이 아닙니다. 단지 그것은 정말 폭발하게 만드는 그런 종류의 불이 없을 뿐입니다.

## 곡 목록
모든 곡들은 특별한 언급이 없는 한 로버트 크레이에 의해 작사/작곡하였다.
| #   | 제목                            | 작사·작곡                  | 재생 시간 |
| --- | ------------------------------- | -------------------------- | --------- |
| 1.  | 〈Just a Loser〉                | 팀 카이하츠                | 4:23      |
| 2.  | 〈I'm a Good Man〉              | 로버트 크레이, 데니스 워커 | 7:15      |
| 3.  | 〈I Was Warned〉                | 크레이, 워커               | 5:59      |
| 4.  | 〈The Price I Pay〉             | 크레이, 워커               | 5:06      |
| 5.  | 〈Won the Battle〉              | 짐 퓨, 워커                | 3:53      |
| 6.  | 〈On the Road Down〉            | 크레이, 스티브 크로퍼      | 4:02      |
| 7.  | 〈A Whole Lotta Pride〉         | 크레이, 워커               | 4:34      |
| 8.  | 〈A Picture of a Broken Heart〉 | 보즈 스캑스, 워커          | 5:22      |
| 9.  | 〈He Don't Live Here Anymore〉  | 퓨, 워커                   | 5:13      |
| 10. | 〈Our Last Time〉               | 존 헤인스, 퓨              | 5:10      |